# Грабівщина (гідрологічний заказник, Носівський район)
Гра́бівщина — гідрологічний заказник місцевого значення в Україні. Розташований у межах Носівського району Чернігівської області, на північний схід від міста Носівка. 
Площа 38 га. Статус присвоєно згідно з рішенням Чернігівського облвиконкому від 27.12.1984 року № 454; від 28.08.1989 року № 164. Перебуває у віданні ДП «Ніжинське лісове господарство» (Носівське л-во, кв. 49-51, 58, 68). 
Статус присвоєно для збереження лучно-болотного природного комплексу лівобережної заплави річок Носівочка і Остер. До території заказника прилягає лісовий масив, у якому зростають сосна, дуб, вільха, верба та інші. 